# Hicham El Guerrouj

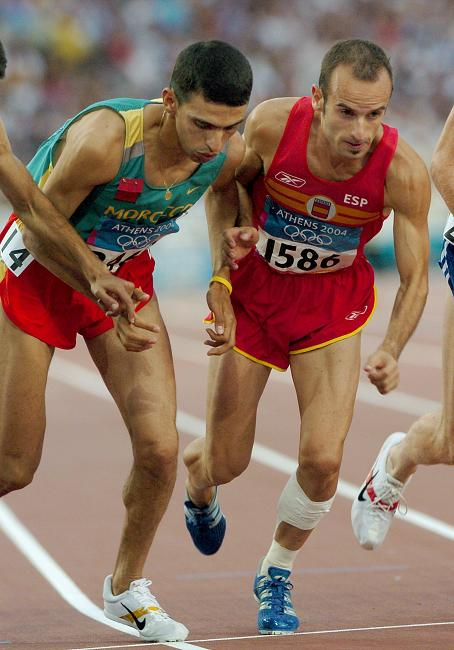
OS 2004: Hicham El Guerrouj (links)

Hicham El Guerrouj (Berkane, 14 september 1974) is een voormalige Marokkaanse middellangeafstandsloper. Hij is wereldrecordhouder op de 1500 m en de Engelse mijl. Zijn wereldrecord op de 2000 m uit 1999 werd in 2023 verbeterd, maar geldt nog altijd als Afrikaans record. De wereldindoorrecords op de 1500 m en Engelse mijl had hij sinds 1997 eveneens in handen, maar beide werden in 2019 verbeterd. Hij is zevenvoudig wereldkampioen en tweevoudig olympisch kampioen.

## Loopbaan

### Eerste resultaten als junior
Zijn eerste succes behaalde El Guerrouj in 1992, toen hij een bronzen medaille won op de wereldkampioenschappen voor junioren op de 5000 m achter Haile Gebrselassie (goud) en Ismael Kirui (zilver). Hij was toen net achttien jaar geworden. Eerder dat jaar had hij bij de junioren ook al deelgenomen aan de wereldkampioenschappen veldlopen in Boston, waar hij als beste Marokkaanse junior op de veertiende plaats was geëindigd en het Marokkaanse team de vierde plaats had behaald in het teamklassement. Een jaar later werd hij bij dezelfde kampioenschappen in het Spaanse Amorebieta-Etxano vijftiende, maar ditmaal slaagde het Marokkaanse juniorenteam erin om in het landenklassement achter Kenia en Ethiopië op het podium te eindigen.

### Kampioen op WK indoor
In 1995 behaalde El Guerrouj zijn eerste grote succes. Dat kwam overigens nauwelijks als een verrassing, want in de aanloop naar de wereldindoorkampioenschappen in Barcelona had hij al diverse goede prestaties op de 1500 m geleverd en al doende alleen in de Algerijn Noureddine Morceli zijn meerdere moeten erkennen. Die was er echter in Barcelona niet bij en dus kon de Marokkaan daar vrij voorspelbaar naar zijn eerste aansprekende titel snellen, want niemand van de concurrentie kon zijn eindsprint weerstaan. Op de wereldkampioenschappen in Göteborg, later dat jaar, was de Algerijn er wel bij en dat was ook precies de reden dat El Guerrouj in de Zweedse stad niet opnieuw met het goud aan de haal ging. Want Morceli, reeds wereldkampioen in 1991 en 1993, prolongeerde zijn titel in 3.33,73, met El Guerrouj als tweede in 3.35,28. Vénuste Niyongabo uit Burundi veroverde het brons in 3.35,56.

### Viervoudig wereldkampioen
Op de WK's van 1997, 1999, 2001 en 2003 won de Marokkaan telkens de titel op de 1500 m. In 2001, 2002, 2003 werd El Guerrouj door de IAAF uitgeroepen tot atleet van het jaar; hij is daarmee de eerste atleet die deze onderscheiding in drie opeenvolgende jaren kreeg.

### Olympische Spelen
Bij de Olympische Spelen van 1996 in Atlanta, met nog maar 430 m te gaan, liep El Guerrouj vlak achter de favoriet Noureddine Morceli. El Guerrouj's knie raakt Morceli's hiel. Morceli struikelde en El Guerrouj stapte op zijn hiel, verloor zijn evenwicht en viel. Hij finishte hierdoor op een troosteloze twaalfde plaats.
Bij de Olympische Spelen van 2000 in Sydney was hij de gedoodverfde favoriet op de 1500 m, maar hij finishte slechts als tweede achter de Keniaan Noah Ngeny. Ontgoocheld begon hij te trainen voor de Spelen van 2004.
Op de Olympische Spelen van 2004 in Athene slaagde Hicham El Guerrouj er in, om tachtig jaar na de legendarische Paavo Nurmi, zowel de 1500 m als de 5000 m te winnen.

### Afscheid
El Guerrouj kondigde op 22 mei 2006 zijn afscheid van de atletiek aan.
In 2014 werd hij opgenomen in de IAAF Hall of Fame.
El Guerrouj is in Marokko ambassadeur voor Unicef.

## Titels
- Olympisch kampioen 1500 m - 2004
- Olympisch kampioen 5000 m - 2004
- Wereldkampioen 1500 m - 1997, 1999, 2001, 2003
- Wereldindoorkampioen 1500 m - 1995, 1997
- Wereldindoorkampioen 3000 m - 2001

## Persoonlijke records
Outdoor
| Onderdeel   | Prestatie           | Datum            | Plaats  |
| ----------- | ------------------- | ---------------- | ------- |
| 800 m       | 1.47,18             | 2 juni 1995      |         |
| 1000 m      | 2.16,85             | 12 juli 1995     | Nice    |
| 1500 m      | 3.26,00 (WR)        | 14 juli 1998     | Rome    |
| 1 Eng. mijl | 3.43,13 (WR)        | 7 juli 1999      | Rome    |
| 2000 m      | 4.44,79 (ex-WR; AR) | 7 september 1999 | Berlijn |
| 3000 m      | 7.23,09 (NR)        | 3 september 1999 | Brussel |
| 5000 m      | 12.50,24            | 12 juni 2003     | Ostrava |

Indoor
| Onderdeel   | Prestatie           | Datum            | Plaats    |
| ----------- | ------------------- | ---------------- | --------- |
| 1000 m      | 2.20,11             | 22 februari 1998 | Liévin    |
| 1500 m      | 3.31,18 (ex-WR; NR) | 2 februari 1997  | Stuttgart |
| 1 Eng. mijl | 3.48,45 (ex-WR; NR) | 12 februari 1997 | Gent      |
| 2000 m      | 5.02,70             | 23 februari 2001 | Gent      |
| 3000 m      | 7.33,73 (NR)        | 23 februari 2003 | Liévin    |
| 2 Eng. mijl | 8.06,61 (NR)        | 23 februari 2003 | Liévin    |

## Palmares

### 1500 m
Kampioenschappen
- 1994:  Jeux de la Francophonie - 3.43,54
- 1995:  WK indoor - 3.44,54
- 1995:  WK - 3.35,28
- 1996:  Grand Prix Finale - 3.38,80
- 1996: 12e OS - 3.40,75
- 1997:  WK indoor - 3.35,31
- 1997:  WK - 3.35,83
- 1998:  Grand Prix Finale - 3.32,03
- 1999:  WK - 3.27,65
- 2000:  OS - 3.32,32
- 2001:  WK - 3.30,68
- 2001:  Grand Prix Finale - 3.31,25
- 2002:  Grand Prix Finale - 3.29,27
- 2003:  WK - 3.31,77
- 2004:  OS - 3.34,18

Golden League-podiumplekken
- 1998:  Bislett Games – 3.29,12
- 1998:  Golden Gala – 3.26,00
- 1998:  Herculis – 3.28,37
- 1998:  Weltklasse Zürich – 3.26,45
- 1998:  Memorial Van Damme – 3.29,67
- 1998:  ISTAF – 3.30,23
- 1999:  Weltklasse Zürich – 3.28,57
- 2000:  Meeting Gaz de France – 3.30,75
- 2000:  Weltklasse Zürich – 3.27,21
- 2001:  Meeting Gaz de France – 3.28,38
- 2001:  Weltklasse Zürich – 3.29,06
- 2001:  Memorial Van Damme – 3.26,12
- 2002:  Meeting Gaz de France – 3.29,96
- 2002:  Herculis – 3.27,34
- 2002:  Weltklasse Zürich – 3.26,89
- 2002:  Memorial Van Damme – 3.29,95
- 2002:  ISTAF – 3.30,00
- 2003:  Golden Gala – 3.29,76
- 2003:  Weltklasse Zürich – 3.29,13
- 2003:  Memorial Van Damme – 3.28,40
- 2004:  Weltklasse Zürich – 3.27,64

### 1 Eng. mijl
Kampioenschappen
- 1997:  Grand Prix Finale - 4.04,55
- 2000:  Emsley Care Mile - 3.45,96
- 2001:  Emsley Care Mile - 3.49,41
- 2002:  Emsley Care Mile - 3.50,86

Golden League-podiumplekken
- 1999:  Golden Gala – 3.43,13
- 2000:  Bislett Games – 3.46,24
- 2000:  Memorial Van Damme – 3.47,91
- 2001:  Golden Gala – 3.44,95
- 2002:  Bislett Games – 3.50,12
- 2002:  Golden Gala – 3.48,28

### 2000 m
Golden League-podiumplekken
- 1999:  ISTAF – 4.44,79
- 2001:  ISTAF – 4.51,17

### 3000 m
Kampioenschappen
- 2001:  WK indoor - 7.37,74

Golden League-podiumplek
- 1999:  Memorial Van Damme – 7.33,86

### 5000 m
- 1992:  WJK - 13.46,79
- 2003:  WK - 12.52,83
- 2004:  OS - 13.14,39

### veldlopen
- 1992: 14e WK veldlopen voor junioren (afstand 7,8 km) - 24.26
- 1993: 15e WK veldlopen voor junioren (afstand 7,15 km) - 21.28

## Onderscheidingen
- IAAF-atleet van het jaar - 2001, 2002, 2003
- IAAF Hall of Fame - 2014